# Lumbricus terrestris
Lumbricus terrestris là một loài giun đất lớn có phạm vi sinh sống trên toàn thế giới (cùng với nhiều loài giun đất khác). Ở vài khu vực mà nó là loài xâm lấn, nó gây hại cho các loài giun đất bản địa.